# Kyllikki (Sibelius)
Kyllikki (sottotitolato Tre Pezzi Lirici per Piano), Op. 41, è una composizione per pianoforte scritta da Jean Sibelius nel 1904. Sebbene il titolo sia preso dal Kalevala, il pezzo di Sibelius non ha una base programmatica nell'epopea nazionale.

## Movimenti
Il lavoro consiste di tre movimenti:
1. Largamente – Allegro
2. Andantino
3. Comodo

Una esecuzione tipica dura circa 12 minuti.